# チンランド防衛隊
チンランド防衛隊（チンランドぼうえいたい、ビルマ語: ချင်းဒေသကာကွယ်ရေးတပ်ဖွဲ့、英語: Chinland Defense Force、略称：CDF）は、2021年ミャンマークーデター後に結成された武装勢力。
2021年9月、16のCDFとチン民族軍からなるチンランド共同防衛委員会 (Chinland Joint Defence Committee: CJDC) が結成された。後にCDFシインが加わり、CJDC傘下のCDF組織は17となり、その総兵力は約1万5,000人とされる。

## 歴史
2021年2月のクーデター後、軍事政権に対して多くの抗議行動が起きた。反クーデター派は、夜間に鍋を叩いたり、オンラインやオフラインでストライキを行うなどして平和的に抗議した。これに対し、軍事政権は、抗議活動を鎮圧するために暴力を用い、市民を逮捕したり、家屋に放火するなど弾圧をしたが、チン州の既存の武装勢力・チン民族軍（CNA）やゾミ革命軍は、当初行動を起こさなかった。そこでこの状況に飽きたらなかった住民の間で、「チンランド防衛隊」を名乗る多数の武装勢力が出現し、2021年4月4日に州内の小規模な武装勢力が集まって、正式にチンランド防衛隊（CDF）が結成された。しかしCDFは地域による独立性が高く、統一した指導部は存在せず、小規模な武装勢力の集合体という性格である。
2021年8月から10月にかけて、多くの郡区で国軍とCDFの間で少なくとも40件の衝突が発生したと報告されている。CJDCは、この衝突で少なくとも1,029人の国軍兵士が死亡し、2021年には自軍の兵士58人が失われたと主張した。チン族には狩猟文化が根付いており、伝統的なフリントロック式狩猟用ライフル銃を容易に入手でき、地元の地理に関する十分な知識を持っていたことが勝因であった。

## 内部分裂
2023年12月、チン民族戦線主導でチンランド評議会が設立されたが、CDFミンダッ、チン民族防衛隊、PDFゾーランドは参加せず、チンランド評議会がチン民族戦線や国民民主連盟によって支配されていると非難した。CJDCはこれらCDF内部の対立から同月に解散した。PDFゾーランド、CDFミンダッ、チン民族防衛隊はチン兄弟同盟を結成した。後にマラランド防衛隊、CDFカンペレッ、CDFマトゥピ第1旅団もチン兄弟同盟に加わった。なお、CDFマトゥピ第2旅団はチンランド評議会側についている。
チンランド評議会とチン兄弟同盟の対立は激しさを増し、チン兄弟同盟がチン民族軍に対して侵略しないよう警告する事態となった。

## 目的
CDFの目標は軍事政権からの市民の保護、2008年憲法の廃止、軍政の廃止、フェデラル連邦制の確立である。

## 兵器
CDFはM-16、AK (カラシニコフ)、MA-1、マスケット銃の猟銃など小型の武器を使用している。 M-16やAK-47ライフルは海外から密輸されている。